# Sean Reycraft
Sean Reycraft est un producteur et scénariste d'origine canadienne né à Glencoe, Ontario, Canada.

## Ses films

### En tant que producteur
| Année       | Genre           | Titre                                     | Notes                       |
| ----------- | --------------- | ----------------------------------------- | --------------------------- |
| 2007        | Série Télévisée | The Best Years                            | Coproducteur                |
| 2008 → 2009 | Série Télévisée | 90210 Beverly Hills : Nouvelle Génération | Producteur pour 7 épisodes  |
| 2009 → 2010 | Série Télévisée | Vampire Diaries                           | Producteur pour 12 épisodes |
| 2011        | Série Télévisée | Switched                                  | Producteur pour 8 épisodes  |
| 2011        | Série Télévisée | Rookie Blue                               | Producteur pour 7 épisodes  |

### En tant que scénariste
| Année       | Genre           | Titre                                     | Notes       |
| ----------- | --------------- | ----------------------------------------- | ----------- |
| 2001        | Série Télévisée | Sourire d'enfer                           | 1 épisode   |
| 2003        | Court métrage   | Pop Song                                  | x           |
| 2002 → 2004 | Série Télévisée | The Eleventh Hour                         | 5 épisodes  |
| 2004        | x               | Choke                                     | x           |
| 2004 → 2006 | Série Télévisée | Degrassi : La Nouvelle Génération         | 12 épisodes |
| 2006        | Série Télévisée | Ma vie de star                            | 1 épisode   |
| 2006        | Série Télévisée | Slings and Arrows                         | 6 épisodes  |
| 2007        | Série Télévisée | The Best Years                            | x           |
| 2007        | X               | Breakfast with Scot                       | x           |
| 2008        | Série Télévisée | 90210 Beverly Hills : Nouvelle Génération | 1 épisode   |
| 2009        | Série Télévisée | Vampire Diaries                           | 1 épisode   |
| 2009        | Série Télévisée | 90210 Beverly Hills : Nouvelle Génération | 1 épisode   |
| 2010        | Série Télévisée | Vampire Diaries                           | 1 épisode   |
| 2010        | Série Télévisée | Les Vies rêvées d'Erica Strange           | 1 épisode   |
| 2011        | Série Télévisée | Switched (Switched at Birth)              | 1 épisode   |
| 2011        | Série Télévisée | Rookie Blue                               | 1 épisode   |